# Formant

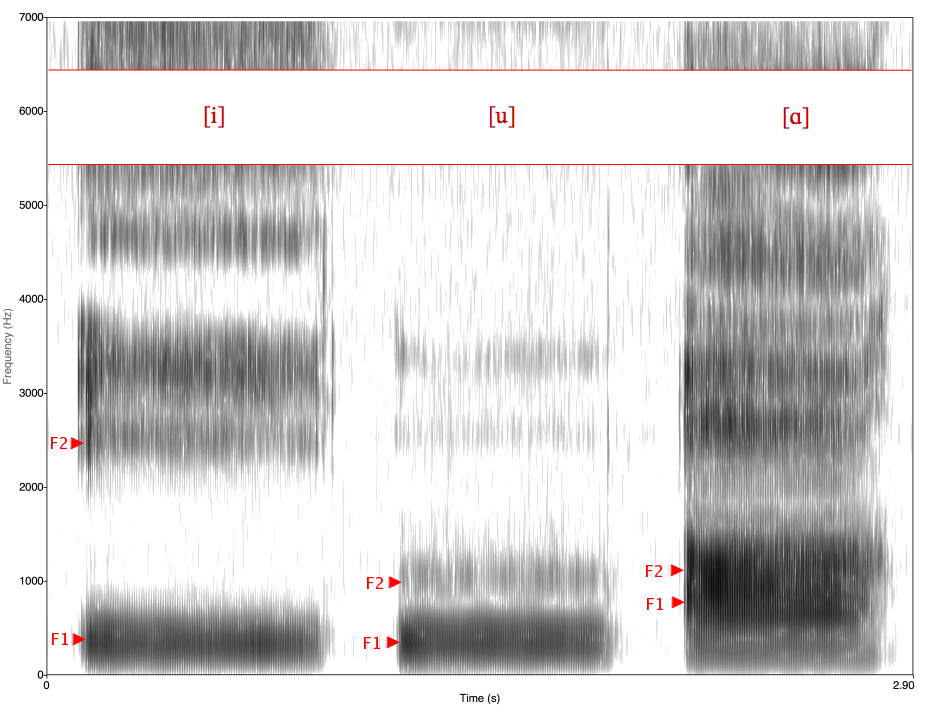
Záznam zvukového spektra (spektrogram) samohlásek i, u, a

Formant je v akustice a fonetice oblast lokálního maxima (špičky) ve spektru složených tónů. Formanty vznikají rezonancí v dutinách hudebních nástrojů, hlasového ústrojí atd.
Při vytváření lidského hlasu vytvářejí hlasivky spektrálně bohatý tón.
Při jeho průchodu hlasovým ústrojím dochází k rezonancím v dutinách (ústní, nosní, hltanová)
- některé frekvence jsou při tomto průchodu utlumeny méně než jiné. 
Nejméně utlumená frekvenční pásma pak tvoří formanty.
Speciálně podle prvních dvou spektrálních vrcholů, tedy formantů značených ve fonetice obvykle jako F1 a F2,
lze rozlišit jednotlivé samohlásky (vokály).